# Makay Miklós
Makay Miklós Barnabás (Orsova, 1905. október 8. – Budapest, 1977. február 17.) református lelkész, író, teológus.

## Életpályája
Középiskolai tanulmányait a debreceni római katolikus gimnáziumban végezte, ahol 1924-ben érettségizett. 1924–1928 között a Budapesti Református Teológián tanult. Ösztöndíjasként Strasbourgban (1926–1927), majd Montpellierben (1927–1928) tanult tovább. Hazatérése után vidéken volt segédlelkész. 1931-ben Genfben a Gyakorlati Keresztyénség Nemzetközi Intézetében társadalomtudományi kérdésekkel foglalkozott. 1934-ben Budapesten vallástanári képesítést szerzett. 1935–1939 között a magyarországi ökumenikus ifjúsági bizottság vezetője volt. 1944-ben a Debreceni Tudományegyetem hittudományi karán teológiai doktorátust szerzett. 1951–1952 között a Református Egyház Zsinati Irodájának sajtóosztályán dolgozott. 1966-ig – nyugdíjba vonulásáig – egyházközségi lelkész volt.
Megszervezte Budapesten a Duna-völgyi ökumenikus ifjúsági konferenciát. Számos tanulmányban foglalkozott az ökumenikus mozgalommal, amelynek hazánkban első képviselői közé tartozott.
Sírja a Farkasréti temetőben található (Hv27-5-l).

## Művei
- A gyakorlati keresztyénség világmozgalma (Ravasz László előszavával, Budapest, 1932)
- A tűzharcos javaslat (1937)
- A megújhódás útján (Budapest, 1940)
- Ökumenikus kiskáté (Budapest, 1941)
- Az ökumenikus gondolat és a magyar református gyülekezeti élet (disszertáció, Debrecen, 1944)
- Krisztus egyháza és a szociális kérdések (Budapest, 1947)